# Машины не парковать
«Машины не парковать» — одиннадцатый студийный альбом российской группы «Машина времени». Состоит из пяти новых песен и десяти каверов; выпущен в 2009 году.
На альбоме представлены новые песни, написанные самими музыкантами, а также хиты отечественных рок-групп. В числе последних — «Аквариум», «Секрет», «Бригада С», «Звуки Му», «Чиж & Co», «Несчастный случай», «Ундервуд» и «Nautilus Pompilius». Закрывает альбом песня, написанная директором группы Владимиром Сапуновым на стихи классика русской поэзии XX века Семёна Кирсанова.

## Список композиций
1. Праздник начинается сейчас (Андрей Макаревич)
2. Брошенный Богом мир (Владимир Матецкий, Евгений Маргулис — Андрей Макаревич)
3. Рыбы (Андрей Макаревич)
4. Апокриф (Борис Гребенщиков)
5. Буги-вуги на потолке (Андрей Макаревич)
6. Бродяга (Гарик Сукачёв, Кирилл Трусов — Карен Кавалерян)
7. Не удивляйся (Максим Леонидов — Сосэй, Ки-но Цураюки, Фудзивара-но Окикадзэ, Идзуми-сикибу)
8. Я — змея (Борис Гребенщиков)
9. Досуги-буги (Пётр Мамонов)
10. Я не сплю с фотомоделями (Владимир Ткаченко — Максим Кучеренко)
11. Алиса (Максим Леонидов — Дмитрий Рубин)
12. Перекрёсток (Сергей «Чиж» Чиграков)
13. Что ты имела (Алексей Кортнев)
14. Скованные одной цепью (Вячеслав Бутусов — Илья Кормильцев)
15. Над нами (Владимир Сапунов — Семён Кирсанов)

## Состав группы
- Андрей Макаревич — вокал, голос, электрогитара, акустическая гитара, рояль, бас гитара
- Александр Кутиков — бас-гитара, вокал, голос, бэк-вокал
- Евгений Маргулис — гитара, бас-гитара, вокал, бэк-вокал
- Андрей Державин — клавишные, электропианино, аранж.духовых, вокал, бэк-вокал
- Валерий Ефремов — ударные